# Ksar Bellezma
Ksar Bellezma è un comune dell'Algeria, situato nella provincia di Batna.